# フェアキャッチ
フェアキャッチ（英: Fair catch）は、アメリカンフットボールおよびその他のいくつかのフットボールコードの一要素である。キックされたボールをキャッチ後にリターンする権利を放棄することで、ボールをキャッチ後の安全を得る行為である。
フェアキャッチのルールが設けられている主な理由は、レシーバーを保護するためである。レシーバーは空中のボールに注意を向けているため、自分に向かって走ってくる守備選手に注目することができない。このため非常に怪我をしやすく、またパンターが守備選手がレシーバーにヒットできるように、意図的に高く短いキックを行った場合、ファンブルのリスクがある。XFLは試合をよりアグレッシブにするためにフェアキャッチを廃止したが、2020年に復活したXFLでは危険性を減らすよう工夫されている。カナディアンフットボールおよびアリーナフットボールでもフェアキャッチのルールはない。
ラグビーユニオンおよびオーストラリアンフットボールでは、フェキャッチは「マーク mark」と呼ばれる。後者では、15メートルの距離を越える捕球は全て「フェアキャッチ」となる可能性がある。フェアキャッチは現在は廃れた一部のフットボール競技の要素であったが、現代のフットボール競技では廃止されたものも多い。

## アメリカンフットボール

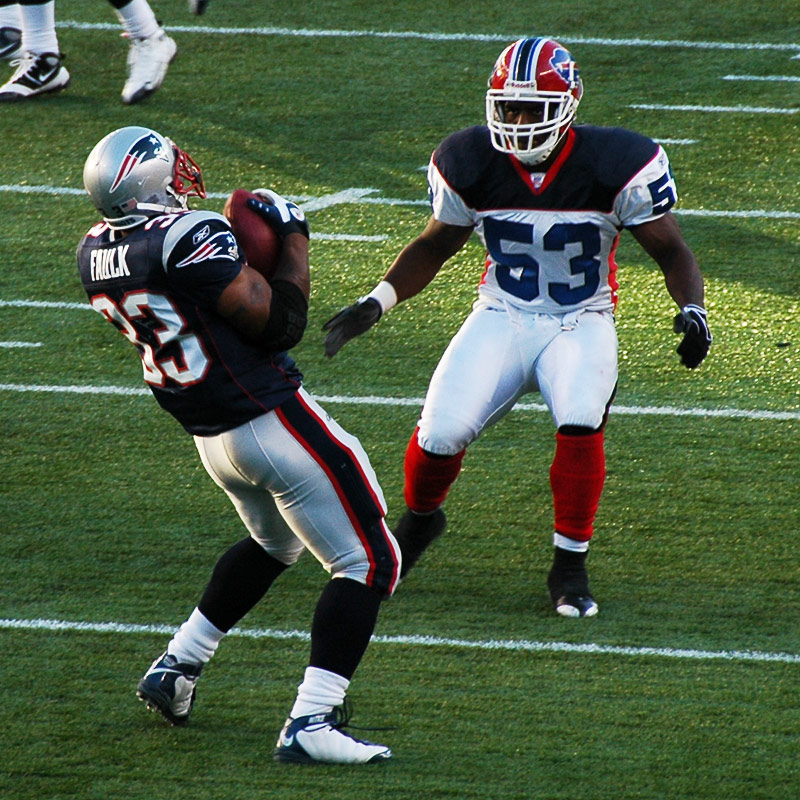
アメリカンフットボールにおけるパントのフェアキャッチ

フェアキャッチでは、キックオフあるいはパントの際に相手チームが蹴ったボールの捕球を試みる選手は、相手チームの妨害を受けずに安全にボールを捕球する権利を得る。このようなやり方で捕球されたボールはデッドとなる、すなわちボールを捕球した選手は陣地を獲得するためにボールを持って走ることはできない。これにより両チームの衝突による怪我の可能性が減らされている。チームはそのボールが捕球された地点からドライブを開始する。ただし、2023年シーズン以降、NFLではエンドラインと25ヤードラインの間でキックオフをフェアキャッチした場合、25ヤードラインからドライブを開始する。これはキックオフがパントに比べてキッキングチームとレシービングチームの距離が長く、キッキングチームが大きく加速してレシーバーと衝突することが多く、怪我の可能性が高いためである。フェアキャッチを増やし、キャッチ後のランを減らそうというルール改正である。なお、2022年に復活したUSFLや2020年に復活したXFLでは、キックオフにおいて両チーム選手間の距離を短くして、加速して衝突することが無いように工夫されている。
フェアキャッチの意思表示（フェアキャッチシグナル）は、ボールが空中にある間にレシーバー（リターナー）は片腕を完全に頭の上に挙げ左右に振らなければならない。合図がなされた後、相手チームはレシーバー、ボール、ボールへの進路を妨害してはならず、レシーバーはボールを持って前進を試みてはならない。レシーバーの合図が適切でない場合（腕が完全に伸びていないなど）、レシーブ側のチームは合図がなされた地点から5ヤードの罰退となる。
フェアキャッチの合図をした選手が必ずしも捕球をする必要はない。しかしながら、合図をした後、その選手は他の選手がボールに触れるまで相手チームの選手と接触することはできない。違反した場合は非スポーツマン的行為として15ヤードの罰退となる。ボールがグラウンドあるいはキックした側の選手に当たった場合は、フェアキャッチの合図は無効となり通常のキックに対するルールが適用される。レシーバーがキャッチに失敗した場合はマフ（ボールに触れたが確保に失敗した時）となり、プレーは続行される。
キックした側の選手がフェアキャッチを行う選手のボールに対する権利を侵害した場合、「パーソナルファウル」と15ヤードの罰退となる。妨害が悪質であると見なされた場合、その選手は試合から排除される。レシーバーがフェアキャッチシグナルをした後に前進を試みた場合、「遅延行為」として5ヤードの罰退となる。フェアキャッチの後は、スナップ（通常のプレイ）かフリーキックの一種であるフェアキャッチキック（フィールドゴール）かを選択できる。全米大学体育協会 (NCAA) は1950年にフェアキャッチを廃止したが、フェアキャッチキックの選択肢（現在も米国州立高校協会とNFLのルールには残っている）を除いて1951年に復活させた。
フェアキャッチの合図はルールに違反しないごまかしのために使うことができる。レシーバーが「捕球するよりエンドゾーンまで転がしタッチバックにした方が有利になる」と判断した場合、ボールの落下地点より前でフェアキャッチの合図をすることで、キックした側にボールがエンドゾーンまで届かないと勘違いさせることができる。

## その他の競技
19世紀のイングランドのフットボール競技の子孫である様々な種類のフットボール競技はフェアキャッチのルールを持っていた。サッカーではごく初期に廃止され、カナディアンフットボールでは20世紀中頃に、ラグビーリーグでもそのすぐ後に廃止された。（屋外の）アメリカンフットボール、ラグビーユニオン、オーストラリアンフットボールなどのフットボール競技ではフェアキャッチ（マークとも呼ばれる）のルールが残っている。アメリカで考案された学生向けの競技であるスピードボール (Speedball) やSpeed-a-wayはフェアキャッチの元々の要素の一部を持っている。オーストラリアン・ルールズ・フットボール、スポードボール、speed-a-wayにおけるフェアキャッチは、相手チームからのキックでなくともよい。アメリカンフットボールやルールが廃止される前のカナディアンフットボールでは先に合図をする必要がある。ラグビーユニオンでは選手はボールをキャッチし「マーク!」と叫ぶことでフェアキャッチの合図をする必要がある。
ある種のフットボールでは、相手チームのキックをフィールディングする選手の周りにはある程度の円形のスペースが与えられなければならない。ラグビーユニオン、ラグビーリーグ、カナディアンフットボールでは、オフサイドポジションにいるキッキングチームの選手に対してのみ適用される。アリーナフットボールでは、フェアキャッチはないが、キッキングチームはボールが空中にある間は、5ヤードラインの内側への侵入を控えなければならない。
フェアキャッチが認められる条件には競技によって差異がある。例えば、ラグビーユニオンでは「クリーン」なキャッチが求められる。アメリカンフットボールではボールをお手玉することが許されているが、キャッチする位置を前に進ませるために故意に行なってはならない。オーストラリアンルールズは最も寛容であり、ボールをキャッチするまでいくらでも手で扱ってよく、敵チームからだけでなく、味方チームからのキックもフェアキャッチできる（ただし15メートル以上飛ぶ必要がある）。また、選手がボールの落下を十分にコントロールできていると見られる限りボールを落下させることもできる。そのため、敵味方がフライボールを奪い合う場面が頻発する。ラグビーでは19世紀に、アメリカンフットボールでは20世紀でも、フェアキャッチは味方からのキック（パントアウトあるいはパントオン）でも許されていた。20世紀末まで、ラグビーユニオンでは相手チームのスローフォワード（ノックオン）からのフェアキャッチも許されていた。